# Exarchos
Exarchos (griechisch Έξαρχος (m. sg.)) ist ein Ort in Mittelgriechenland. Er liegt in der Nähe des größeren Ortes Atalandi in der Gemeinde Lokri und ist vor allem durch seine archäologischen Stätten bekannt. Die meisten Einwohner sind Bauern und leben vom Getreide- und Baumwollanbau.

## Geografie
Seit 1997 gehörte Exarchos zur Gemeinde Atalanti, nach der Kallikratis-Reform wurde 2010 die neue Gemeinde Lokri gebildet, in der die alte Gemeinde aufging. Das Dorf liegt auf einer Hochebene in etwa 285 Metern Höhe zwischen den Bergen Chlomo (1079 m) im Norden, Kastro (431 m) im Westen, Makryorhachi (507 m) im Süden und Misovouno (512 m) im Osten. In den Bergen werden Rebhühner, Hasen, Waldschnepfen und Ringeltauben und in den Niederungen zur Jagd freigegebene Zugvögel, Wachteln, Enten, Turteltauben und Singdrosseln gejagt.

## Kirchen
Bei Exarchos gibt es neun Kirchen und Kapellen. Im Ortskern steht die Kirche des heiligen Georg, nördlich die des heiligen Johannes und die der Panagia am zentralen Platz, des Weiteren Kapellen für die Heilige Jungfrau, für Metamorfosi Sotiros, für die Erzengel, für den heiligen Georg und für den heiligen Athanasios. Besonders sehenswert ist jedoch die Klosterkirche des heiligen Nikolaus außerhalb des Ortes mit Fresken aus dem 12. Jahrhundert. Es handelt sich um eine kleine Kreuzkuppelkirche mit einer hohen Kuppel. Alljährlich am 10. Mai findet in Exarchos das Dorffest zu Ehren des heiligen Nikolaus statt.

## Archäologische Stätten
Etwa 2,5 Kilometer westlich des Ortes auf dem Berg Kastro befindet sich die Ausgrabungsstätte von Abai. Etwa 4 Kilometer westlich, am südwestlichen Rand des Kastro-Berges hat man am Ort Smixi Überreste einer späthelladischen Siedlung gefunden und etwa 3,5 Kilometer westlich am Fluss Assos (heute: Bogdanorema) die Siedlung Hyampolis.

## Bilder

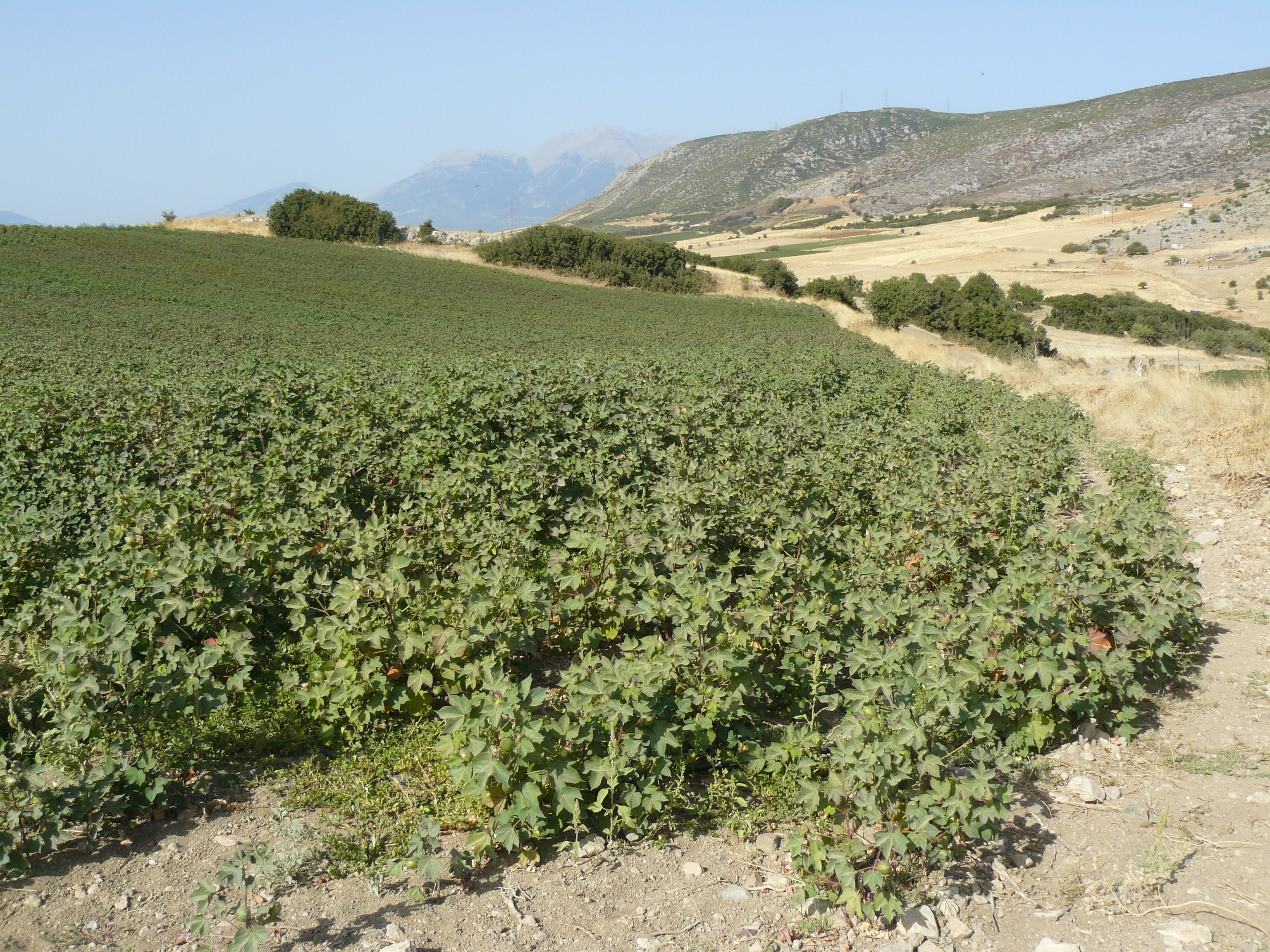
Baumwollfeld bei Exarchos